# Het koninkrijk onder het zand
Het koninkrijk onder het zand is het 26ste stripalbum uit de Thorgal-reeks en behoort samen met "De barbaar", "Kriss van Valnor" en "Het offer" tot de cyclus "De barbaar". Het werd voor het eerst uitgegeven bij Le Lombard in 2001. Het album is getekend door Grzegorz Rosiński met scenario van Jean Van Hamme.

## Verhaal
Thorgal en zijn gezin zijn verder dan ooit van huis. Ze besluiten terug te keren, maar de nacht voor vertrek wordt hun boot in brand gestoken door de woestijnbewoners. Al snel ontdekt Thorgal, doordat een van de brandstichters kan zweven om Wolvin te redden, dat ze te maken hebben met een superieur ras, en de link is al snel gemaakt naar Thorgal's voorouders. Van Thorgal willen ze kennis over de wereld waarin hij leeft, waarmee ze hun plan verder kunnen zetten om te heersen over de wereld. Ook al zijn het Thorgal's voorouders, hij stemt niet toe met het plan. Vervolgens worden ze in een doolhof gegooid, en als ze ontsnappen kunnen ze nog net met drie anderen het vertrekkend ruimteschip dat richting Northland gaat vernietigen. 